# Diecéze Sebaste Palestinská
Diecéze sidónská je titulární diecéze římskokatolické církve na území Palestina.

## Historie
Samaří (Sebaste Palestinská) bylo starobylé palestinské město a centrum Samařska. Diecéze byla původně byla sufragánní diecézí arcidiecéze cesarejské, podřízené původně Antiochijskému patriarchátu, od 5. století do patriarchátu jeruzalémského. V době křížových výprav se stala latinskou diecézí. Tato diecéze zanikla po muslimské invazi roku 1265 a dnes je pouze titulární diecézí, od roku 1997 není obsazena. Jedním z titulárních biskupů byl od r.1771 též 1.brněnský diecézní biskup(od prosince 1777) Matyáš František hrabě Chorinský z Ledské. Dříve byla označována také jako diecéze samařská.

## Seznam biskupů

### Řečtí biskupové
- Marinus (zmíněn roku 325)
- Eusebios (zmíněn roku 359)
- Priscianus (zmíněn roku 381)
- Eleuterius (zmíněn roku 415)
- Costantin (zmíněn roku 449)
- Marzianus (zmíněn asi roku 500)
- Pelagius (zmíněn roku 536)

### Latinští biskupové
- Renerus (asi1155/1156)
- Radulf (zmíněn roku 1179)

### Titulární biskupové
- Matteo
- Bernardo Poggi, O.F.M.Conv. (1400 – ?)
- Giovanni de Reborn, O.Cist. (1404 – ?)
- Giovanni Passeri, O.P. (1434 – ?)
- Pierre Gracet, O.F.M. (1434 – ?)
- Enrico Vongersch, O.E.S.A. (1436 – ?)
- Belforte Spinelli (1440 – ?)
- Sanzio (1441 – ?)
- Valasco de Bitri, O.P. (1443 – ?)
- Giacomo da Modena (1449 – ?)
- Pierre Legier, O.F.M. (1550 – ?)
- Giorgio da Carpi, O.F.M. (1456 – ?)
- Burkhard Tuberflug, O.P. (1471 – ?)
- Niccolò (1477 – ?)
- Hermann Rethem, O.P. (1482–1507)
- Paolo Giovio (1560 – ?)
- Bartłomiej Butler (1621 – ?)
- Nicola Terzago (1718–1725)
- Antonio Maria Santoro, O.M. (1725–1732)
- Eustachio Entreri, O.M. (1732–1738)
- Deodato Baiardi (1738–1747)
- Matyáš František hrabě Chorinský z Ledské (1769–1777)
- August Franz von Strauß (1778–1782)
- Giovanni Battista Santonini (1783–1785)
- Domenico de Jorio (1785 – ?)
- Karl Adalbert von Beyer, O.Praem. (1826–1842)
- James Sharples (1843–1850)
- Jean–François Allard, O.M.I. (1851–1874])
- Giacomo Maria Corna Pellegrini Spandre (1875–1883)
- Alessio Maria Biffoli, O.S.M. (1884–1884)
- Basilio Leto (1886–1896)
- Gaspare Bova (1896–1920)
- Patrick Joseph James Keane (1920–1922)
  - Antonio Lippolis (1924 – ?)
- Alessandro de Giorgi (1926–1935)
- Nicola Jezzoni (1936–1938)
- Francesco Maria Berti, O.F.M.Conv. (1938–1944)
- Francesco Bottino (1947–1973)
- Guerino Domenico Picchi, O.F.M. (1980–1997)